# Giovanni Benvenuti (illustratore)
Giovanni Benvenuti (Pisa, 20 giugno 1926 – Filadelfia, 18 settembre 2005) è stato un illustratore, scultore e fumettista italiano la cui carriera ha attraversato decenni e diverse forme d'arte, tra cui pittura, scultura, incisione, illustrazione e fumetti; il suo lavoro ha ottenuto riconoscimenti in tutta Europa e negli Stati Uniti ed è noto soprattutto per il suo lavoro come illustratore di libri per bambini, avendo realizzato illustrazioni per classici come le fiabe dei fratelli Grimm, Winnie the Pooh e Mamma Oca.

## Biografia
Figlio di Lida Pistelli e Francesco Benvenuti, durante la seconda guerra mondiale si trasferì con la famiglia a Milano dove completò gli studi al liceo scientifico Vittorio Veneto e poi frequentò all'Università di Milano alla facoltà di architettura. 
Esordì come disegnatore sul settimanale Topolino con una trasposizione a fumetti dell'L'ultimo dei Mohicani. Nel secondo dopoguerra disegna per le Edizioni Castello le copertine della serie I 3 boyscouts e, per la Mondadori, realizza alcune storie pubblicate in appendice alla collana Albi d'oro. Nel 1950 disegna la serie Buffaletto Bill pubblicato dalla Nika e, nel 1952, I tre Bill per l'editore Edizioni Audace su testi di Gian Luigi Bonelli nella collana Zenit.
Negli anni '50 ottenne notorietà come illustratore di libri per bambini che furono pubblicati in numerose lingue.
Nel 1975 si trasferì a Pietrasanta, una città nota per la sua tradizione nella scultura in marmo e bronzo e dove spostò la sua attenzione sulla scultura, un mezzo che definì gran parte del suo lavoro successivo. Ebbe un ruolo nella fondazione di Scultori e Artigiani in un Centro Storico, una mostra annuale di scultura a Pietrasanta, che presentava opere di scultori europei e che diresse fino al 1980. 
Nel 1980 si trasferì negli Stati Uniti dove sposò l'artista Elfie Harris e con la quale nel 1981 fondò a Philadelphia la Harris Benvenuti Inc., uno studio di design e galleria d'arte; durante i suoi anni negli Stati Uniti il suo lavoro si concentrò sulla  scultura, la pittura e il design. 
Morì di cancro allo stomaco nella sua casa a Filadelfia in Pennsylvania, nel 2005.